# Valentino Leonarduzzi
Valentino Leonarduzzi (Sedegliano, 25 dicembre 1951) è un allenatore di calcio ed ex calciatore italiano, di ruolo centrocampista.

## Carriera

### Giocatore
Disputa la prima parte di carriera fra Serie C e Serie D, con eccezione di un'annata con la ACF Fiorentina, nella quale non riesce tuttavia ad esordire in prima squadra in campionato.
Dal 1978 è protagonista con la maglia dell'Udinese della doppia promozione dalla Serie C alla Serie A. Nella stagione 1979-80 esordisce in Serie A coi friulani disputando tutte e 30 le partite in calendario, nell'annata chiusa con il ripescaggio dopo l'iniziale retrocessione per il declassamento di Milan e Lazio per lo scandalo calcioscommesse. Disputa coi bianconeri due partite del campionato successivo per poi essere ceduto nella sessione autunnale del calciomercato al Lanerossi Vicenza in Serie B, con cui retrocede in Serie C1.
A fine stagione scende di una categoria passando alla Triestina in Serie C1. Coi giuliani Leonarduzzi disputa tre stagioni, di cui l'ultima in Serie B, prima di abbandonare il calcio ad alto livello.
In carriera ha totalizzato complessivamente 32 presenze in Serie A e 79 in Serie B.

### Allenatore
Cessata l'attività agonistica, ha intrapreso quella di allenatore nelle serie minori nel Triveneto, guidando fra l'altro il Sandonà in Serie C2 nella stagione 1996-97.

## Palmarès

### Giocatore

#### Competizioni nazionali
- Coppa Italia Semiprofessionisti: 2

Alessandria: 1972-1973
Udinese: 1977-1978
- Serie C: 1

Udinese: 1977-1978
- Serie B: 1

Udinese: 1978-1979
- Serie C1: 1

Triestina: 1982-1983

#### Competizioni internazionali
- Coppa Anglo-Italiana: 1

Udinese: 1978
- Coppa Mitropa: 1

Udinese: 1979-1980